# Polygala pseudovariabilis
Polygala pseudovariabilis är en jungfrulinsväxtart som beskrevs av Chod.. Polygala pseudovariabilis ingår i släktet jungfrulinssläktet, och familjen jungfrulinsväxter. Inga underarter finns listade i Catalogue of Life.